# Formato carta
Il formato carta è una codifica che tende a normare generalmente la dimensione dei fogli di carta (la lunghezza e l'altezza o anche la superficie). Nel tempo, sono esistiti molti standard differenti, circa i formati carta, in diversi periodi e aree geografiche, ma quelli più comuni ad oggi, sono sostanzialmente lo standard ISO (serie A, B, C, ecc) per l'Europa e il formato nordamericano per Stati Uniti e Canada.

## Formato ISO
Il formato ISO si compone degli standard ISO 216, ISO 269 e ISO 217, definiti dalla International Organization for Standardization (organizzazione internazionale per la normazione) allo scopo di standardizzare alcuni formati di carta da usare in numerosi Paesi, specialmente in Europa, per scopi tipografici. Il formato ISO 216, si basa sullo standard tedesco DIN 476. Questo standard fu inizialmente adottato nel 1922 dal istituto DIN in Germania, ed è per questo che ancora oggi è comune l'uso di far precedere la sigla DIN ai nomi dei singoli formati, anche se alcuni dei formati erano già stati ideati e sviluppati durante la rivoluzione francese (1789-1799), per poi essere dimenticati. La norma fa parte della serie:
- ISO 216: Writing paper and certain classes of printed matter – Trimmed sizes – A and B series  (Carta per scrittura e per alcune classi di stampa – margini rifilati – serie A e B).

È del 1975, definisce due serie di formati e dimensioni di carta chiamate A e B, numerandole dallo 0 (zero) al 10 (dieci) in un senso invertito rispetto alla superficie del foglio.
- ISO 269: Correspondence envelopes – Designation and sizes  (Buste per la corrispondenza – forme e misure).

È del 1985, definisce una serie di formati e dimensioni per le buste chiamata C, numerandole dallo 0 (zero) al 10 (dieci) in un senso invertito rispetto alla superficie del foglio.
- ISO 217: Paper – Untrimmed sizes – Designation and tolerances for primary and supplementary ranges, and indication of machine direction (Carta – margini non rifilati – forme e tolleranze per intervalli principali e secondari, più indicazione di direzione della macchina).

È del 1995, definisce due serie di carta non rifilata chiamate RA (Raw format A – formato A principale o grezzo) e SRA (Supplementary Raw format A - formato A secondario o supplementare) con margini più ampi dei corrispondenti formati A, e destinati ad essere successivamente rifilati dalle macchine di stampa.
Nel insieme, tutti i formati ISO seguono un unico rapporto d'aspetto fisso tra i lati, pari a {\displaystyle 1:{\sqrt {2}}}, ovvero pari alla radice quadrata di 2, ed ispirato alla cosiddetta sezione argentea. Il formato di base (A0) è un foglio di carta scelto espressamente con un'area pari a 1 m², che per il principio di forma misura 841 × 1189 mm. I formati successivi (A1, A2, A3 e così via) dimezzano l'area del foglio precedente e si ottengono semplicemente dividendo a metà il foglio sul lato più lungo. Ciò forma una sequenzialità di misure per cui la dimensione del lato inferiore diventa la dimensione del lato maggiore del foglio successivamente più piccolo, aumentando la numerazione (da A0 a A1, A2, ecc), e/o viceversa. E dunque, gli opuscoli piegati, di qualsiasi formato ISO, possono essere ricavati dai fogli di una misura più grande: ad esempio, da un singolo foglio A4 si ottiene un opuscolo di 4 pagine in formato A5, ecc. Il formato più usato e conosciuto qui in Europa (ma non solo) è il foglio A4 (210 × 297 mm). 
Il maggiore vantaggio di questo sistema è che permette di scalare da un formato al altro senza compromettere il rapporto d'aspetto, come con le fotocopiatrici da ufficio, che passano da un foglio A4 ad un A3 o viceversa, senza alcun problema di deformare l'aspetto del documento. Anche la grammatura è facile da calcolare: un foglio standard A4 di 80 g/m² pesa 5 grammi, permettendo un facile calcolo del peso contando il numero di fogli usati o in un cambio di formato. 
I formati più grandi (con numerazione più bassa, tipo 2, 1 e 0) sono usati prevalentemente nell'ambiente della tipografia. Per riuscire a stampare su questi fogli è necessario usare un plotter o macchina da stampa. I formati più piccoli sono usati anche nelle stampanti e fotocopiatrici più comuni.

### Storia
I vantaggi di basare uno standard di formato carta, sul rapporto d'aspetto di √2, erano già stati notati nel 1786 dallo scienziato tedesco Georg Christoph Lichtenberg (in una lettera a Johann Beckmann). Agli inizi del ventesimo secolo, il dottor Walter Porstmann riutilizzò l'idea di Lichtenberg creando un sistema di diversi formati carta. Il sistema di Porstmann fu introdotto come standard DIN (DIN 476) in Germania nel 1922, rimpiazzando così un'ampia varietà di formati preesistenti. Il termine "DIN A4" è tuttora di uso comune nel vocabolario tedesco.
Il DIN 476 si diffuse rapidamente nel resto del mondo e prima dell'inizio della Seconda guerra mondiale era già stato adottato dai seguenti paesi:
- Belgio (1924)
- Paesi Bassi (1925)
- Norvegia (1926)

- Finlandia (1927)
- Svizzera (1929)
- Svezia (1930)

- Unione Sovietica (1934)
- Ungheria (1938)
- Italia (1939)

Durante la guerra fu adottato da Uruguay (1942), Argentina (1943) e Brasile (1943); al suo termine si diffuse ulteriormente:
- Spagna (1947)
- Austria (1948)
- Romania (1949)
- Giappone (1951)
- Danimarca (1953)
- Cecoslovacchia (1953)
- Iran (1948)
- Israele (1954)
- Portogallo (1954)
- Iugoslavia (1956)
- India (1957)

- Polonia (1957)
- Regno Unito (1959)
- Irlanda (1959)
- Venezuela (1962)
- Nuova Zelanda (1963)
- Islanda (1964)
- Messico (1965)
- Sudafrica (1966)
- Francia (1967)
- Perù (1967)
- Turchia (1967)

- Cile (1968)
- Grecia (1970)
- Rhodesia (1970)
- Singapore (1970)
- Bangladesh (1972)
- Thailandia (1973)
- Barbados (1973)
- Australia (1974)
- Ecuador (1974)
- Colombia (1975)
- Kuwait (1975)

Nel 1975 i Paesi che avevano adottato il sistema tedesco, erano così tanti che fu stabilito uno standard ISO, così come il formato dei documenti ufficiali delle Nazioni Unite. Nel 1977, il foglio A4 era il formato lettera standard in 88 Paesi su 148. Finora è stato adottato da tutti i Paesi del mondo, eccetto gli Stati Uniti e il Canada. In Messico, Colombia, Venezuela, Argentina, Cile e nelle Filippine, il formato lettera americano è ancora comune, nonostante l'adozione ufficiale dello standard ISO. 
In aggiunta venne formata una meno comune serie B, dove l'area dei fogli è una media geometrica dei fogli A. Così, il B1 si trova fra l'A0 e l'A1, con un'area di 0,71 m² (√0.5). Perciò il B0 è lungo 1 m e le altre taglie della serie B ne sono la metà, un quarto e le altre frazioni di un metro. Anche se meno comune, nell'uso giornaliero e da ufficio, la serie B trova impiego in una grande quantità di usi speciali. Molti poster sono basati sulla serie B o su un'approssimazione vicina, come il formato 50×70 cm. Il B4 è largamente usato nelle edizioni di spartiti musicali, mentre il B5 è una scelta relativamente comune per i libri. La serie B è usata anche per buste e passaporti.
Dieci anni dopo, fu presentata anche una serie C, usata quasi esclusivamente per le buste e definita nella norma ISO 269. L'area dei fogli C, è una media geometrica dei fogli delle serie A e B dello stesso numero; ad esempio, l'area di un foglio C4 è la media geometrica di un A4 e di un B4. Ciò significa che il foglio C4 è leggermente più largo del A4, e il B4 leggermente più largo del C4. L'uso pratico della serie C, è che una lettera scritta su un A4, trova posto perfettamente all'interno di una busta C4, che a sua volta può essere inserita in una busta B4.

### Matematica
Per ogni formato le proporzioni dei lati {\displaystyle a} e {\displaystyle b} devono essere tali che:
{\displaystyle {\frac {b}{a}}={\frac {a}{b/2}}}, da cui deriva che {\displaystyle {\frac {b}{a}}={\sqrt {2}}}
Quindi, per il primo formato di base A0, abbiamo:
{\displaystyle ab=1\,000\,000\ \mathrm {mm} ^{2}}
{\displaystyle a={\sqrt[{4}]{8}}*500\ \mathrm {mm} =841\ \mathrm {mm} }
{\displaystyle b={\sqrt[{4}]{2}}*1000\ \mathrm {mm} =1189\ \mathrm {mm} }
Un interessante conseguenza del modo di definire le dimensioni dei fogli, è che il numero che segue la lettera (es: A), costituisce l'esponente da dare a 2, posto al denominatore nella superficie del foglio, osservabile in questa formula esplicativa:
{\displaystyle A(n)={\frac {1}{2^{n}}}\mathrm {m} ^{2}}
Ad esempio:
- la superficie del foglio A0 corrisponde a 1 m² ( {\displaystyle {\frac {1}{2^{0}}}\mathrm {m} ^{2}=1\mathrm {m} ^{2}});
- la superficie del foglio A1 corrisponde a 1/2 m² ( {\displaystyle {\frac {1}{2^{1}}}\mathrm {m} ^{2}=0,5\mathrm {m} ^{2}});
- la superficie del foglio A2 corrisponde a 1/4 m² ( {\displaystyle {\frac {1}{2^{2}}}\mathrm {m} ^{2}=0,25\mathrm {m} ^{2}}).

e così via, fino al foglio A10 di superficie pari a 1/1024 m² ( {\displaystyle {\frac {1}{2^{10}}}\mathrm {m} ^{2}=0,0009765625\mathrm {m} ^{2}}).
| Formato | serie A    | serie A     | serie B     | serie B     | serie C    | serie C     |
| Taglia  | mm × mm    | in × in     | mm × mm     | in × in     | mm × mm    | in × in     |
| ------- | ---------- | ----------- | ----------- | ----------- | ---------- | ----------- |
| 0       | 841 × 1189 | 33,1 × 46,8 | 1000 × 1414 | 39,4 × 55,7 | 917 × 1297 | 36,1 × 51,1 |
| 1       | 594 × 841  | 23,4 × 33,1 | 707 × 1000  | 27,8 × 39,4 | 648 × 917  | 25,5 × 36,1 |
| 2       | 420 × 594  | 16,5 × 23,4 | 500 × 707   | 19,7 × 27,8 | 458 × 648  | 18,0 × 25,5 |
| 3       | 297 × 420  | 11,7 × 16,5 | 353 × 500   | 13,9 × 19,7 | 324 × 458  | 12,8 × 18,0 |
| 4       | 210 × 297  | 8,3 × 11,7  | 250 × 353   | 9,8 × 13,9  | 229 × 324  | 9,0 × 12,8  |
| 5       | 148 × 210  | 5,8 × 8,3   | 176 × 250   | 6,9 × 9,8   | 162 × 229  | 6,4 × 9,0   |
| 6       | 105 × 148  | 4,1 × 5,8   | 125 × 176   | 4,9 × 6,9   | 114 × 162  | 4,5 × 6,4   |
| 7       | 74 × 105   | 2,9 × 4,1   | 88 × 125    | 3,5 × 4,9   | 81 × 114   | 3,2 × 4,5   |
| 8       | 52 × 74    | 2,0 × 2,9   | 62 × 88     | 2,4 × 3,5   | 57 × 81    | 2,2 × 3,2   |
| 9       | 37 × 52    | 1,5 × 2,0   | 44 × 62     | 1,7 × 2,4   | 40 × 57    | 1,6 × 2,2   |
| 10      | 26 × 37    | 1,0 × 1,5   | 31 × 44     | 1,2 × 1,7   | 28 × 40    | 1,1 × 1,6   |

La tolleranza specifica negli standard è:
- ±1.5 mm (0.06 in) per dimensioni fino a 150 mm (5.9 in),
- ±2 mm (0.08 in) per lunghezze da 150 a 600 mm (da 5.9 a 23.6 in) e
- ±3 mm (0.12 in) per ogni dimensione sopra i 600 mm (23.6 in).

## Serie A

Formato carta ISO A

Tabella con le misure dei formati della serie A, in millimetri, pollici, punti immagine tipografica e per area.
|         | Millimetri | Millimetri | Pollici    | Pollici    | Punti      | Punti      | Proporzione |
| formato | lato lungo | lato corto | lato lungo | lato corto | lato lungo | lato corto | area (m²)   |
| ------- | ---------- | ---------- | ---------- | ---------- | ---------- | ---------- | ----------- |
| A0      | 1189       | 841        | 46,77      | 33,11      | 3368       | 2384       | 1           |
| A1      | 841        | 594        | 33,11      | 23,39      | 2384       | 1684       | 1/2         |
| A2      | 594        | 420        | 23,39      | 16,54      | 1684       | 1191       | 1/4         |
| A3      | 420        | 297        | 16,54      | 11,69      | 1190       | 842        | 1/8         |
| A4      | 297        | 210        | 11,69      | 8,27       | 842        | 595        | 1/16        |
| A5      | 210        | 148        | 8,27       | 5,83       | 595        | 420        | 1/32        |
| A6      | 148        | 105        | 5,83       | 4,13       | 420        | 298        | 1/64        |
| A7      | 105        | 74         | 4,13       | 2,91       | 298        | 209        | 1/128       |
| A8      | 74         | 52         | 2,91       | 2,05       |            |            | 1/256       |
| A9      | 52         | 37         | 2,05       | 1,46       |            |            | 1/512       |
| A10     | 37         | 26         | 1,46       | 1,02       |            |            | 1/1024      |

## Serie B
Tabella delle dimensioni dei lati nella serie B.
|         | Millimetri | Millimetri | Pollici    | Pollici    | Punti      | Punti      |
| formato | lato lungo | lato corto | lato lungo | lato corto | lato lungo | lato corto |
| ------- | ---------- | ---------- | ---------- | ---------- | ---------- | ---------- |
| B0      | 1414       | 1000       | 55,67      | 39,37      | 4008       | 2835       |
| B1      | 1000       | 707        | 39,37      | 27,83      | 2835       | 2004       |
| B2      | 707        | 500        | 27,83      | 19,69      | 2004       | 1417       |
| B3      | 500        | 353        | 19,69      | 13,90      | 1417       | 1001       |
| B4      | 353        | 250        | 13,90      | 9,84       | 1001       | 709        |
| B5      | 250        | 176        | 9,84       | 6,93       | 709        | 499        |
| B6      | 176        | 125        | 6,93       | 4,92       | 499        | 354        |
| B7      | 125        | 88         | 4,92       | 3,46       | 354        | 238        |
| B8      | 88         | 62         | 3,46       | 2,44       | 238        | 176        |
| B9      | 62         | 44         | 2,44       | 1,73       | 176        | 125        |
| B10     | 44         | 31         | 1,73       | 1,22       | 125        | 88         |

## Serie C
Tabella delle dimensioni dei lati nella serie C.
|         | Millimetri | Millimetri | Pollici    | Pollici    | Punti      | Punti      |
| formato | lato lungo | lato corto | lato lungo | lato corto | lato lungo | lato corto |
| ------- | ---------- | ---------- | ---------- | ---------- | ---------- | ---------- |
| C0      | 1297       | 917        | 51,06      | 36,10      | 3677       | 2599       |
| C1      | 917        | 648        | 36,10      | 25,51      | 2599       | 1837       |
| C2      | 648        | 458        | 25,51      | 18,03      | 1837       | 1298       |
| C3      | 458        | 324        | 18,03      | 12,75      | 1298       | 918        |
| C4      | 324        | 229        | 12,75      | 9,01       | 918        | 649        |
| C5      | 229        | 162        | 9,01       | 6,37       | 649        | 459        |
| C6      | 162        | 114        | 6,37       | 4,49       | 459        | 323        |
| C7      | 114        | 81         | 4,49       | 3,19       | 323        | 230        |
| C8      | 81         | 57         | 3,19       | 2,24       | 230        | 162        |
| C9      | 57         | 40         | 2,24       | 1,57       | 162        | 113        |
| C10     | 40         | 28         | 1,57       | 1,10       | 113        | 79         |

### Formati allungati
Anche se sconsigliati, la ISO 5457 prevede formati allungati combinati dalla dimensione corta di un formato A (per esempio A3) con la dimensione lunga di un formato A successivo (ad esempio A1). Il risultato è un nuovo formato denominato, nell'esempio, A3.1.

schema dei formati allungati

| Formato | mm x mm    |
| ------- | ---------- |
| A3.2    | 297 x 594  |
| A3.1    | 297 x 841  |
| A3.0    | 297 x 1189 |
| A2.1    | 420 x 841  |
| A2.0    | 420 x 1189 |
| A1.0    | 594 x 1189 |

### Estensioni tedesche
Lo standard tedesco DIN 476 fu pubblicato nel 1922 e costituisce la base dei formati A e B. Si differenzia in due dettagli dai suoi "successori" internazionali:
Il DIN 476 comprende due altri formati più larghi dell'A0 contrassegnati da un prefisso. Più precisamente si tratta dei formati 2A0, con un'area doppia rispetto all'A0, e 4A0, che ha un'area quattro volte quella dell'A0:
| Name | mm × mm     | in × in     |
| ---- | ----------- | ----------- |
| 4A0  | 1682 × 2378 | 66.2 × 93.6 |
| 2A0  | 1189 × 1682 | 46.8 × 66.2 |

Il DIN 476 specifica anche tolleranze leggermente più restrittive:
- ±1 mm (0.04 in) per dimensioni fino a 150 mm (5.9 in),
- ±1.5 mm (0.06 in) per lunghezze da 150 mm a 600 mm (5.9 to 23.6 in) e
- ±2 mm (0.08 in) per ogni dimensione oltre i 600 mm (23.6 in).

### Estensioni svedesi
Lo standard svedese SIS 014711 generalizza il sistema ISO dei formati A, B e C aggiungendo anche D, E, F e G. Il formato D si trova fra un formato B e il formato A immediatamente maggiore (allo stesso modo in cui C si trova fra un A e il più largo B seguente). I formati restanti si inseriscono fra tutti questi formati, così che la sequenza di formati A4, E4, C4, G4, B4, F4, D4, H4, A3 è una progressione geometrica in cui le dimensioni crescono con un fattore di 21/16 da un formato all'altro. Tuttavia lo standard SIS 014711 non definisce tutte le taglie fra un formato D e il formato A della taglia successiva (chiamato H nell'esempio precedente).

### Estensioni indiane
L'Ufficio per gli Standard Indiani raccomanda la serie ISO-A. L'Ufficio ha pubblicato le sue raccomandazioni per il disegno tecnico nel bollettino IS 10711: 2001.
L'Ufficio ha esteso la serie ISO-A con dimensioni allungate speciali (seconda scelta). Queste sono ottenute aumentando la minor dimensione della serie a lunghezze multiple della minor dimensione del foglio scelto.
| Formato | mm × mm    |
| ------- | ---------- |
| A3 x 3  | 420 × 891  |
| A3 x 4  | 420 × 1189 |
| A4 x 3  | 297 × 630  |
| A4 x 4  | 297 × 841  |
| A4 x 5  | 297 × 1051 |

Ha poi anche implementato le dimensioni allungate eccezionali (terza scelta):
| Formato | mm × mm     |
| ------- | ----------- |
| A0 x 2  | 2289 × 1682 |
| A0 x 3  | 1189 × 2523 |
| A1 x 3  | 841 × 1783  |
| A1 x 4  | 841 × 2378  |
| A2 x 3  | 594 × 1261  |
| A2 x 4  | 594 × 1682  |
| A2 x 5  | 594 × 2102  |
| A3 x 5  | 420 × 1486  |
| A3 x 6  | 420 × 1783  |
| A3 x 7  | 420 × 2080  |
| A4 x 6  | 297 × 1261  |
| A4 x 7  | 297 × 1471  |
| A4 x 8  | 297 × 1682  |
| A4 x 9  | 297 × 1892  |

### Variante giapponese alla serie B
Il JIS definisce due serie principali di formati carta. La serie JIS A è identica alla serie ISO A, ma con tolleranze leggermente differenti. L'area della carta di serie JIS B è 1,5 volte quella della JIS-A di taglia corrispondente. Il rapporto d'aspetto della carta è lo stesso per la serie A. Entrambe le serie di fogli sono molto diffuse in Giappone e Taiwan e molte fotocopiatrici utilizzano questi due formati.
C'è anche un certo numero di formati carta tradizionali, al giorno d'oggi usati quasi solo dai tipografi. Le più comuni fra queste vecchie serie sono la Shiroku-ban e la Kiku.
| Formato | Serie B     | Serie B     | Shiroku ban | Shiroku ban | Kiku      | Kiku       |
| Taglia  | mm × mm     | in × in     | mm × mm     | in × in     | mm × mm   | in × in    |
| ------- | ----------- | ----------- | ----------- | ----------- | --------- | ---------- |
| 0       | 1030 × 1456 | 40.6 × 57.3 |             |             |           |            |
| 1       | 728 × 1030  | 28.7 × 40.6 |             |             |           |            |
| 2       | 515 × 728   | 20.3 × 28.7 |             |             |           |            |
| 3       | 364 × 515   | 14.3 × 20.3 |             |             |           |            |
| 4       | 257 × 364   | 10.1 × 14.3 | 264 × 379   | 10.4 × 14.9 | 227 × 306 | 8.9 × 12.0 |
| 5       | 182 × 257   | 7.2 × 10.1  | 189 × 262   | 7.4 × 10.3  | 151 × 227 | 5.9 × 8.9  |
| 6       | 128 × 182   | 5.0 × 7.2   | 127 × 188   | 5.0 × 7.4   |           |            |
| 7       | 91 × 128    | 3.6 × 5.0   |             |             |           |            |
| 8       | 64 × 91     | 2.5 × 3.6   |             |             |           |            |
| 9       | 45 × 64     | 1.8 × 2.5   |             |             |           |            |
| 10      | 32 × 45     | 1.3 × 1.8   |             |             |           |            |
| 11      | 22 × 32     | 0.9 × 1.3   |             |             |           |            |
| 12      | 16 × 22     | 0.6 × 0.9   |             |             |           |            |

### Nomi comuni dei formati carta colombiani
I formati carta più utilizzati per la stampa commerciale e industriale in Colombia sono equivalenti a il B1, il B2, il B3 e il B4, a cui ci si riferisce con i nomi di pliego (100 cm x 70 cm), 1/2 pliego (70 cm x 50 cm), 1/4 pliego (50 cm x 35 cm) e 1/8 pliego (35 cm x 25 cm) rispettivamente. 

## Formato nordamericano
Di tipico uso negli Stati Uniti e in Canada, sopravvive un diverso standard che dà origine al formato nordamericano.

### Formati comuni

Comparazione formati ISO A comparati con i formati "lettera" e "legale" americani

Gli attuali formati carta standard statunitensi e canadesi sono un sottoinsieme dei formati tradizionali riferiti qui di seguito. "Lettera", "legale", "ledger" e "tabloid" sono di gran lunga i più usati per le attività comuni. Le origini dell'attuale carta di formato "lettera" (215,9 mm × 279,4 mm, 8½ in × 11 in) si sono perse nella tradizione e non sono ben documentate. L'American Forest and Paper Association ipotizza che queste dimensioni derivino dai giorni della fabbricazione manuale della carta, e che la lunghezza di 11 pollici sia circa un quarto della "lunghezza massima del braccio di un addetto esperto alla fabbricazione". Ciò non spiega comunque la larghezza o il rapporto d'aspetto.
| Taglia             | mm × mm   | in × in   |
| ------------------ | --------- | --------- |
| Mezza Lettera      | 216 × 140 | 8,5 × 5,5 |
| Lettera            | 216 × 279 | 8,5 × 11  |
| Legale Governativo | 216 × 330 | 8,5 × 13  |
| Legale             | 216 × 356 | 8,5 × 14  |
| Ledger             | 432 × 279 | 17 × 11   |
| Tabloid            | 279 × 432 | 11 × 17   |
| Junior Legale      | 203 × 127 | 8 × 5     |

Esiste un ulteriore formato standard, col nome di "government letter" che gli fu dato dal gruppo di lavoro per la stampa dell'IEEE: la carta da 203,2 mm × 266,7 mm (8 in × 10) che si usa in Stati Uniti e Canada per i testi dei bambini. Fu prescritta da Herbert Hoover quando era Segretario al Commercio perché fosse usato per la modulistica governativa, apparentemente per attivare degli sconti di cui le scuole potessero usufruire. Negli anni seguenti, con la diffusione delle fotocopiatrici, i cittadini spesso si trovavano a dover fotocopiare i moduli, ma le macchine generalmente non supportavano quel formato carta. Ronald Reagan così ripristinò lo standard precedente per i documenti governativi.
I formati carta statunitensi sono l'attuale standard degli Stati Uniti, delle Filippine e del Cile. Gli ultimi due usano il formato "lettera" americano, mentre quello "legale" è 215,9 mm × 330,2 mm (8½ in × 13 in) . I formati ISO sono disponibili ma usati di rado, sia negli Stati Uniti che nelle Filippine.
In Canada, i formati carta statunitensi sono lo standard de facto. Il governo, tuttavia, usa una combinazione dei formati ISO e delle specifiche dei "Formati Carta per la Corrispondenza" CAN 2-9.60M (dalla taglia P1 alla P6), che sono i formati carta statunitensi arrotondati ai più vicini 5 mm.
Il Messico ha adottato gli standard ISO, ma il formato "lettera" statunitense è ancora il più usato nel paese. È virtualmente impossibile incontrare formati standard ISO nell'uso comune, mentre "Carta 216 mm × 279 mm" (lettera), "Oficio-Messico 216 mm × 340 mm" (ufficio) e "Doble carta" (ledger/tabloid) sono pressoché universali. I formati statunitensi sono molto diffusi anche in Colombia.

#### Formato carta ANSI

Schema illustrante i formati ANSI.

Nel 1995, l'American National Standards Institute adottò lo standard ANSI/ASME Y14.1 che definiva una serie regolare di formati carta basati sullo standard de facto (il "lettera", di 216 × 279 mm) che venne rinominato "ANSI A", e sul formato "ledger/tabloid" rinominato "ANSI B". Questa serie è abbastanza simile allo standard ISO dato che tagliando un foglio a metà si ottengono due fogli della taglia inferiore. A differenza dell'ISO, comunque, i rapporti d'aspetto sono due.
Con un po' di attenzione, i documenti possono essere preparati in modo che testo e immagini stiano perfettamente sia su un foglio ANSI che sul suo equivalente ISO in scala 1:1.
| Nome   | mm × mm             | in × in         | Ratio  | Alias          | Taglia ISO A simile |
| ------ | ------------------- | --------------- | ------ | -------------- | ------------------- |
| ANSI A | 216 × 279           | 8½ × 11         | 1.2941 | Lettera        | A4                  |
| ANSI B | 432 × 279 279 × 432 | 17 × 11 11 × 17 | 1.5455 | Ledger Tabloid | A3                  |
| ANSI C | 432 × 559           | 17 × 22         | 1.2941 |                | A2                  |
| ANSI D | 559 × 864           | 22 × 34         | 1.5455 |                | A1                  |
| ANSI E | 864 × 1118          | 34 × 44         | 1.2941 |                | A0                  |

Esistono formati carta più grandi che continuano la serie alfabetica illustrata qui sopra, ma di per sé non ne fanno parte, dato che non hanno gli stessi rapporti d'aspetto. Esiste, ad esempio, la taglia ANSI F usata in ingegneria (711,2 mm × 1016,0 mm, 28 in × 40 in) ma si incontra di rado, così come le taglie dalla G alla N.

#### Formati per l'architettura

Uno schema illustrante i formati architetturali.

In aggiunta al sistema ANSI elencato sopra, esiste una serie corrispondente di formati carta utilizzata in architettura. Anche questa serie ha la caratteristica che dividendo a metà un formato se ne producono due inferiori. Può essere preferito dagli architetti nordamericani perché i rapporti d'aspetto (4:3 e 3:2) sono rapporti di numeri interi, a differenza delle loro controparti ANSI (o ISO). Inoltre, il rapporto d'aspetto 4:3 combaciava con il rapporto d'aspetto tradizionale degli schermi dei computer. Qui sotto sono elencati i formati di questa serie, generalmente abbreviati in "Arch":
| Nome    | mm × mm    | in × in | rapporto |
| ------- | ---------- | ------- | -------- |
| Arch A  | 229 × 305  | 9 × 12  | 3:4      |
| Arch B  | 305 × 457  | 12 × 18 | 2:3      |
| Arch C  | 457 × 610  | 18 × 24 | 3:4      |
| Arch D  | 610 × 914  | 24 × 36 | 2:3      |
| Arch E  | 914 × 1219 | 36 × 48 | 3:4      |
| Arch E1 | 762 × 1067 | 30 × 42 | 5:7      |
| Arch E2 | 660 × 965  | 26 × 38 |          |
| Arch E3 | 686 × 991  | 27 × 39 | 9:13     |

## Formato giornali e periodici
I giornali hanno una gamma diversa di formati.
- Lenzuolo
- Berlinese
- Compact
- Tabloid

## Formato libri
Nei libri antichi il formato è dato dalle piegature del foglio di stampa per ottenere fascicoli o segnature di più carte e pagine.
Nei libri moderni il formato è dato dall'altezza del libro in centimetri, misurata al frontespizio, entro un minimo e un massimo convenzionalmente stabilito.
I formati tradizionali dei libri vengono così denominati:
| Formato            | pieghe | carte | pagine | altezza (cm) |
| ------------------ | ------ | ----- | ------ | ------------ |
| in plano o atlante | -      | 1     | 2      | oltre 50     |
| in folio           | 1      | 2     | 4      | oltre 38     |
| in quarto          | 2      | 4     | 8      | 28-38        |
| in ottavo          | 3      | 8     | 16     | 20-28        |
| in sedicesimo      | 4      | 16    | 32     | 15-20        |

Esistono anche formati intermedi (in dodicesimo, in diciottesimo) o più piccoli (in trentaduesimo, in quarantottesimo, in sessantaquattresimo), alcuni molto diffusi in passato (l'in dodicesimo, soprattutto in Francia), ma ormai poco utilizzati.
I formati definiti nell'ISO 216 trovano le loro radici nella comune tecnica tipografica di stampare più pagine di un libro, su un foglio di grosse dimensioni, per poi ripiegarlo in modo da ottenere i fascicoli di cui è composto il libro, divisi in gruppi di 8, 16 o 32 pagine (detti rispettivamente ottavi, sedicesimi e trentaduesimi), a seconda della dimensione del foglio di partenza e della dimensione che deve avere la singola pagina.
È da notare comunque il fatto che in commercio si trovano formati di carta sempre maggiori di quelli standard, a parte l'A4 e l'A3 che vengono utilizzati direttamente in macchine da ufficio, perché una volta stampato il foglio, viene poi piegato e rifilato al formato ISO desiderato. I formati di carta più comunemente usati in tipografia ad esempio sono il 700×1000 mm (solitamente definito 70×100, in centimetri) e il 640×880 mm (64×88), dai quali vengono ricavati per dimezzamento del lato lungo (similmente ai formati An) il 50×70, 44×64 ecc. Questi formati non appartengono allo standard ISO, ma sono lo standard nella produzione di carta in fogli per le tipografie, poiché tengono conto delle necessità tecniche, come già detto, delle lavorazioni di stampa e confezione che portano poi alla produzione del prodotto finito in formato ISO.